# Diego Kostner
Diego Kostner (* 5. August 1992 in Brixen) ist ein italienischer Eishockeyspieler, der seit Juli 2016 beim HC Ambrì-Piotta aus der Schweizer National League unter Vertrag steht und dort auf der Position des Centers spielt. Sein Vater Thomas war ebenfalls professioneller Eishockeyspieler.

## Karriere
Kostner, der aus Südtirol stammt, begann seine Karriere als Eishockeyspieler in der Schweiz beim PIKES EHC Oberthurgau, für deren U-17-Mannschaft er von 2007 bis 2009 in der Eliteklasse der Novizen aktiv war. Anschließend wechselte er in die U20 des Schweizer Spitzenklubs HC Lugano und spielte dort in der Eliteklasse der A-Junioren. Im Verlauf der Saison 2011/12 spielte er sich – noch als Juniorenspieler – in die in der National League A (NLA) beheimatete Profimannschaft von Lugano. Dort war er bis zum Ende der Spielzeit 2015/16 aktiv, ehe er im Juli 2016 innerhalb der NLA zum Ligakonkurrenten HC Ambrì-Piotta wechselte.

### International
Für Italien spielte Kostner bereits im Juniorenbereich bei den U18-Weltmeisterschaften 2009 in der Division I und 2010 in der Division II sowie den U20-Titelkämpfen 2011 in der Division I.
Nachdem der Stürmer im Jahr 2012 in der italienischen Nationalmannschaft debütiert hatte, nahm er im Februar 2013 an der Olympiaqualifikation in Bietigheim-Bissingen teil, bei der die italienische Mannschaft zwar die Qualifikation verpasste. Bei der Weltmeisterschaft im April 2013 erreichte er mit der italienischen Mannschaft den zweiten Platz in der Gruppe A der Division I und damit die sofortige Rückkehr in die Top-Division. Er steuerte zum Aufstieg das erste Tor beim 4:0-Auftaktsieg gegen Südkorea bei. In der Top-Division konnte er sich mit seiner Mannschaft jedoch nicht halten und stieg bei den Titelkämpfen 2014 ebenso umgehend wieder ab, wie auch 2017 nach einem erneuten Aufstieg. So nahm er in der Folge 2015, 2016, 2018, als er zwei Sekunden vor Schluss den 4:3-Siegtreffer gegen Slowenien erzielte und damit den dritten Top-Divisions-Aufstieg in seiner Karriere sicherte, 2024 und 2025 wieder an der Division I teil. Bei der Weltmeisterschaft 2019 spielte er erneut in der Top-Division. Dort gelang den Italienern, die ihre ersten sechs Spiele mit einer Gesamttordifferenz von 1:45 verloren hatten, durch einen 4:3-Sieg nach Penaltyschießen im letzten Spiel gegen Österreich der Klassenerhalt. So spielte er auch 2022 in der Top-Division.
Zudem vertrat Kostner seine Heimatland bei den Qualifikationsturnieren für die Olympischen Winterspiele in Pyeongchang 2018 und in Peking 2022.

## Erfolge und Auszeichnungen
- 2016 Schweizer Vizemeister mit dem HC Lugano

### International
| - 2010 Aufstieg in die Division I bei der U18-Junioren-Weltmeisterschaft der Division II, Gruppe A - 2013 Aufstieg in die Top-Division bei der Weltmeisterschaft der Division IA - 2016 Aufstieg in die Top-Division bei der Weltmeisterschaft der Division IA | - 2018 Aufstieg in die Top-Division bei der Weltmeisterschaft der Division IA - 2025 Aufstieg in die Top-Division bei der Weltmeisterschaft der Division IA |

## Karrierestatistik
Stand: Ende der Saison 2024/25

### International
Vertrat Italien bei:
| - U18-Junioren-Weltmeisterschaft der Division I 2009 - U18-Junioren-Weltmeisterschaft der Division II 2010 - U20-Junioren-Weltmeisterschaft der Division I 2011 - Qualifikationsturnier für die Olympischen Winterspiele 2014 - Weltmeisterschaft der Division IA 2013 - Weltmeisterschaft 2014 - Weltmeisterschaft der Division IA 2015 - Vorqualifikationsturnier für die Olympischen Winterspiele 2018 - Weltmeisterschaft der Division IA 2016 | - Qualifikationsturnier für die Olympischen Winterspiele 2018 - Weltmeisterschaft 2017 - Weltmeisterschaft der Division IA 2018 - Weltmeisterschaft 2019 - Qualifikationsturnier für die Olympischen Winterspiele 2022 - Weltmeisterschaft 2022 - Weltmeisterschaft der Division IA 2024 - Weltmeisterschaft der Division IA 2025 |

(Legende zur Spielerstatistik: Sp oder GP = absolvierte Spiele; T oder G = erzielte Tore; V oder A = erzielte Assists; Pkt oder Pts = erzielte Scorerpunkte; SM oder PIM = erhaltene Strafminuten; +/− = Plus/Minus-Bilanz; PP = erzielte Überzahltore; SH = erzielte Unterzahltore; GW = erzielte Siegtore; 1 Play-downs/Relegation; Kursiv: Statistik nicht vollständig)